# 毛尔巴赫
毛尔巴赫是奥地利下奥地利州维也纳城郊县的一个市镇。总面积20.31平方公里，总人口3531人，人口密度173.9人/平方公里（2005年）。